# Liste der Naturdenkmale in Crimmitschau
Die Liste der Naturdenkmale in Crimmitschau nennt die Naturdenkmale in Crimmitschau im sächsischen Landkreis Zwickau.

## Definition
„Naturdenkmäler sind rechtsverbindlich festgesetzte Einzelschöpfungen der Natur oder entsprechende Flächen bis zu fünf Hektar, deren besonderer Schutz erforderlich ist
1. aus wissenschaftlichen, naturgeschichtlichen oder landeskundlichen Gründen oder
2. wegen ihrer Seltenheit, Eigenart oder Schönheit.“

„§ 18 – Naturdenkmäler – (zu § 28 BNatSchG)
(1) Die Erklärung nach § 22 Abs. 1 BNatSchG von Teilen von Natur und Landschaft als Naturdenkmal erfolgt durch Rechtsverordnung oder Einzelanordnung.
(2) Über § 28 Abs. 1 BNatSchG hinaus können Naturdenkmäler zur Sicherung von Lebensgemeinschaften oder Lebensstätten von im Bestand gefährdeten oder streng geschützten Arten festgesetzt werden.“

## Liste
Diese Auflistung unterscheidet zwischen Flächennaturdenkmalen (FND) mit einer Fläche bis zu 5 ha (bei Verordnung nach DDR-Recht auch mehr) und Einzel-Naturdenkmalen (ND).
Link zu einem Kartenansichtstool, um Koordinaten zu setzen.
| Bild                          | Bezeichnung                                                     | Lage                                               | Beschreibung | Datum | Nummer       |
| ----------------------------- | --------------------------------------------------------------- | -------------------------------------------------- | --- | ----- | ------------ |
| mehr Fotos \| Fotos hochladen | Erlenbruch am Kreuzborn                                         | Frankenhausen (50° 49′ 39″ N, 12° 22′ 3,8″ O)      | FND. 53166 m² Fläche. Durch Staunässe und regelmäßige Überflutung geprägter Abschnitt der Bachaue des Sahnbaches. Geschützt zum Erhalt des landschaftsästhetisch reizvollen Blühaspekts der Frühjahrsgewächse und des von Totholz und üppigem Unterwuchs geprägten urwüchsigen Erscheinungsbildes.                                                               | 2000  | Z364.231.004 |
| BW                            | Moderteich Mannichswalde                                        | Mannichswalde (50° 49′ 9,2″ N, 12° 17′ 27,1″ O)    | FND. 31248 m² Fläche. Feuchtgebiet bestehend aus naturnahem Kleingewässer und seinem unmittelbar umgebenden Bruch- und Sumpfwald, Kleinseggenriede und Röhrichte. Zudem Amphibienlaichgebiet und Libellenfauna. | 2004  | Z364.231.008 |
| mehr Fotos \| Fotos hochladen | Paradiesgrund                                                   | Lauenhain (50° 47′ 21″ N, 12° 26′ 10,1″ O)         | FND. 17454 m² Fläche. Geschützt zum Erhalt des Bruchwaldes, der Feuchtwiese, des naturnahen Teiches sowie zur Sicherung des Seidelbast-Standortes. | 1983  | Z364.231.029 |
| BW                            | Wald und Koberbach am Lindenberg                                | Rußdorf (50° 47′ 27,8″ N, 12° 19′ 11,6″ O)         | FND. 97245 m² Fläche. | 1983  | Z364.231.031 |
| BW                            | Wald und Koberbach am Lindenberg                                | Rußdorf (50° 47′ 36,4″ N, 12° 19′ 2,2″ O)          | FND. 2655 m² Fläche. Erhalt naturnaher Waldgesellschaften und des naturnahen Koberbaches mit seinen Randbereichen als Lebensstätte für gebietstypische Pflanzen- und Tierarten. | 1983  | Z364.231.031 |
| BW                            | Insel- und Neuteich                                             | Blankenhain (50° 47′ 51,1″ N, 12° 15′ 31″ O)       | FND. 19267 m² Fläche. | 1983  | Z364.231.035 |
| BW                            | Wald an den Seeteichen                                          | Blankenhain (50° 47′ 23,6″ N, 12° 16′ 59,3″ O)     | FND. 17760 m² Fläche. | 1983  | Z364.231.036 |
| BW                            | Wald Hohe Weide                                                 | Blankenhain (50° 47′ 39,8″ N, 12° 15′ 18,4″ O)     | FND. 32202 m² Fläche. | 1983  | Z364.231.037 |
| mehr Fotos \| Fotos hochladen | Feuchtwiese an der Sparte "Waldfrieden"                         | Crimmitschau (50° 49′ 52,5″ N, 12° 21′ 40,2″ O)    | FND. 7561 m² Fläche. Erhaltung einer auch als "Feuchtwiese Sahnwald" bezeichneten Feuchtwiese. | 1983  | Z364.231.038 |
| mehr Fotos \| Fotos hochladen | Ufergehölze am Stau VEG Obstbau (Speicher Sahnbach)             | Crimmitschau (50° 49′ 32,4″ N, 12° 21′ 41,8″ O)    | FND. 30085 m² Fläche. | 1983  | Z364.231.039 |
| BW                            | Gehölzbestand Forellenbach                                      | Blankenhain (50° 47′ 46,6″ N, 12° 17′ 53,2″ O)     | FND. 170 m² Fläche. | 1983  | Z364.231.048 |
| BW                            | Koberbachgrund südlich 1. Eichberg                              | Blankenhain (50° 47′ 54,7″ N, 12° 17′ 34,1″ O)     | FND. 41 m² Fläche. | 1983  | Z364.231.049 |
| BW                            | Lärchenallee am Wanderweg                                       | Blankenhain (50° 47′ 57,6″ N, 12° 17′ 59,2″ O)     | FND. 221 m² Fläche. | 1983  | Z364.231.051 |
| BW                            | Wald am 1. Eichberg                                             | Blankenhain (50° 48′ 0,5″ N, 12° 17′ 32,2″ O)      | FND. 9509 m² Fläche. | 1983  | Z364.231.052 |
| BW                            | Wald und Grenzwiese bis Brücke Kändler                          | Blankenhain (50° 47′ 55,7″ N, 12° 17′ 11″ O)       | FND. 2181 m² Fläche. | 1983  | Z364.231.053 |
| BW                            | Wiese am Hellerteich und Koberbachgrund                         | Blankenhain (50° 47′ 56,7″ N, 12° 17′ 21,9″ O)     | FND. 147 m² Fläche. | 1983  | Z364.231.054 |
| BW                            | Pfarrwiese                                                      | Blankenhain (50° 47′ 51,6″ N, 12° 16′ 56,4″ O)     | FND. 3719 m² Fläche. | 1983  | Z364.231.055 |
| BW                            | Bachgrund Weidenwegbrücke                                       | Rußdorf (50° 47′ 40,4″ N, 12° 18′ 42,3″ O)         | FND. 12877 m² Fläche. Geschützt zum Erhalt eines Hainmieren-Schwarzerlen-Bachwaldes. | 1983  | Z364.231.056 |
| BW                            | Schilftümpel südwestlich Froschteich                            | Crimmitschau (50° 49′ 18,5″ N, 12° 21′ 10,5″ O)    | FND. 5570 m² Fläche. | 1983  | Z364.231.058 |
| BW                            | Waldstück Mark Sahnau                                           | Rudelswalde (50° 49′ 34,6″ N, 12° 21′ 25,3″ O)     | FND. 1201 m² Fläche. | 1983  | Z364.231.059 |
| mehr Fotos \| Fotos hochladen | Hofteich Frankenhausen                                          | Frankenhausen (50° 50′ 25,1″ N, 12° 23′ 35″ O)     | FND. 27780 m² Fläche. | 1983  | Z364.231.061 |
| mehr Fotos \| Fotos hochladen | Sandgrubentümpel am Weißbach                                    | Gablenz (50° 48′ 46,9″ N, 12° 26′ 1,8″ O)          | FND. 922 m² Fläche. | 1983  | Z364.231.062 |
| BW                            | Sommerblumenhang Langenreinsdorf                                | Langenreinsdorf (50° 47′ 18,7″ N, 12° 20′ 21,6″ O) | FND. 1241 m² Fläche. | 1983  | Z364.231.068 |
| BW                            | Auenwald westlich Freibad                                       | Mannichswalde (50° 48′ 37″ N, 12° 17′ 49,2″ O)     | FND. 93923 m² Fläche. | 1983  | Z364.231.072 |
| BW                            | Feldgehölz am Quersweg                                          | Mannichswalde (50° 47′ 51,5″ N, 12° 18′ 53,6″ O)   | FND. 11206 m² Fläche. | 1983  | Z364.231.075 |
| BW                            | Großmutterholz                                                  | Mannichswalde (50° 49′ 28,8″ N, 12° 17′ 29,1″ O)   | FND. 8787 m² Fläche. | 1983  | Z364.231.077 |
| BW                            | Hechtteich und Umgebung                                         | Mannichswalde (50° 48′ 56,5″ N, 12° 18′ 4,4″ O)    | FND. 24954 m² Fläche. | 1983  | Z364.231.078 |
| BW                            | Steinberg, Weg zur Dürren Henne                                 | Mannichswalde (50° 48′ 10,1″ N, 12° 18′ 5,9″ O)    | FND. 390 m² Fläche. | 1983  | Z364.231.079 |
| BW                            | Wachtelbergwald                                                 | Mannichswalde (50° 48′ 3,4″ N, 12° 18′ 39,6″ O)    | FND. 6397 m² Fläche. | 1983  | Z364.231.080 |
| BW                            | Wachtelbergwald                                                 | Mannichswalde (50° 48′ 3,5″ N, 12° 18′ 24,6″ O)    | FND. 11496 m² Fläche. | 1983  | Z364.231.080 |
| BW                            | Wachtelbergwald                                                 | Mannichswalde (50° 48′ 7,9″ N, 12° 18′ 37,5″ O)    | FND. 9848 m² Fläche. | 1983  | Z364.231.080 |
| mehr Fotos \| Fotos hochladen | Froschteich Mark-Sahnau, Kastanienallee und angrenzendes Gehölz | Rudelswalde (50° 49′ 31,7″ N, 12° 21′ 24,2″ O)     | FND. 6463 m² Fläche. | 1983  | Z364.231.082 |
| BW                            | Teichgruppe Rußdorf                                             | Rußdorf (50° 47′ 32″ N, 12° 18′ 57,6″ O)           | FND. 5101 m² Fläche. | 1983  | Z364.231.087 |
| BW                            | Teichgruppe Rußdorf                                             | Rußdorf (50° 47′ 33,4″ N, 12° 18′ 52,1″ O)         | FND. 13998 m² Fläche. | 1983  | Z364.231.087 |
| BW                            | Eiche am Friedhof                                               | Blankenhain (50° 47′ 57,3″ N, 12° 17′ 22,9″ O)     | Standort im Friedhofsgelände südöstlich des Mausoleums, am Hang neben dem Wanderweg. | 2004  |              |
| Fotos hochladen               | Friedens-Eiche                                                  | Blankenhain (50° 47′ 38,8″ N, 12° 16′ 11,6″ O)     | Standort im Straßendreieck Hauptstraße – Kurze Straße | 2004  |              |
| mehr Fotos \| Fotos hochladen | Lindenallee am Schloss Blankenhain                              | Blankenhain (50° 47′ 59,8″ N, 12° 17′ 1″ O)        | Standort entlang der Zufahrt zum Schloss | 2004  |              |
| BW                            | 2 Linden am Ententeich                                          | Blankenhain (50° 48′ 2,5″ N, 12° 16′ 55,6″ O)      | Rechts und links des Zulaufes steht je eine Linde | 2004  |              |
| mehr Fotos \| Fotos hochladen | Richter-Eiche nördlich Blankenhain                              | Blankenhain (50° 48′ 31,8″ N, 12° 17′ 1,8″ O)      | Die etwa 350 Jahre alte Stieleiche hatte 2018 einen gemessenen Stammumfang von 5,44 m Stammumfang. Der 18 m hohe Baum steht in einem Feld. In der Nähe soll sich eine Richtstätte, ein Galgenbaum, befunden haben. | 1958  |              |
| BW                            | Traueresche auf dem Friedhof                                    | Blankenhain (50° 47′ 59,3″ N, 12° 17′ 21,7″ O)     | Über 100 Jahre alt, Standort im Eingangsbereich des Blankenhainer Friedhofs. | 1958  |              |
| BW                            | Wurzellärche am Wanderweg von Blankenhain nach Mannichswalde    | Blankenhain (50° 48′ 8,6″ N, 12° 17′ 33″ O)        | wegen ihrer Eigenart unter Schutz gestellte Europäische Lärche, Standort am Hang des Wanderweges. | 2004  |              |
| BW                            | Bergulme an der Rettungswache                                   | Crimmitschau (50° 48′ 51,5″ N, 12° 23′ 25″ O)      | Vor der neuen Rettungswache, Friedrich-August-Straße 3. | 2004  |              |
| BW                            | Bergulme an der Sternwarte                                      | Crimmitschau (50° 48′ 52,9″ N, 12° 22′ 59,5″ O)    | Standort im Grundstück der Sternwarte in der Lindenstraße. | 2004  |              |
| mehr Fotos \| Fotos hochladen | Buche an der Lindenstraße                                       | Crimmitschau (50° 48′ 47,4″ N, 12° 23′ 3,7″ O)     | Im Grundstück Lindenstraße 11. | 2004  |              |
| BW                            | Eibe in der Badergasse                                          | Crimmitschau (50° 48′ 59″ N, 12° 23′ 22,9″ O)      | Standort in einem Vorgarten. | 2004  |              |
| mehr Fotos \| Fotos hochladen | Ginkgo auf dem Friedhof                                         | Crimmitschau (50° 49′ 13,3″ N, 12° 22′ 48,7″ O)    | Im Friedhof an der Zeitzer Straße. | 2004  |              |
| mehr Fotos \| Fotos hochladen | Platane an der Karl-Marx-Straße                                 | Crimmitschau (50° 48′ 45,7″ N, 12° 23′ 7,4″ O)     | Standort in einem Villengrundstück. | 1999  |              |
| BW                            | 14 Linden in Frankenhausen                                      | Frankenhausen (50° 50′ 45,6″ N, 12° 23′ 57,6″ O)   | Vier der einst 14 zur Erinnerung an 1813 gefallene französische Offiziere gepflanzten Linden sind erhalten. Standort an der Feldkante des ehemaligen Klosterweinberges. | 2004  |              |
| mehr Fotos \| Fotos hochladen | 2 Platanen am Kloster Frankenhausen                             | Frankenhausen (50° 50′ 35,2″ N, 12° 23′ 44,9″ O)   | Standort gegenüber dem Kloster, am Hang der Grünberger Straße. | 2004  |              |
| mehr Fotos \| Fotos hochladen | Teufelshöhle in Frankenhausen                                   | Frankenhausen (50° 50′ 31,2″ N, 12° 24′ 43,2″ O)   | Hydrogeologisches Denkmal: Höhle am Prallhang des Waldsachsener Baches bzw. der Goseler Aue. | 2004  |              |
| BW                            | Große Eiche östlich Paradiesgrund                               | Gablenz (50° 48′ 24,4″ N, 12° 25′ 59,6″ O)         | Östlich des Paradiesgrundes an der Waldspitze. | 2004  |              |
| mehr Fotos \| Fotos hochladen | Stieleiche im Weißbachtal                                       | Gablenz (50° 48′ 45,4″ N, 12° 25′ 59,5″ O)         | Standort am Wiesenhang des Weißbachtales | 2004  |              |
| BW                            | Linde im Feld                                                   | Gersdorf (50° 47′ 21″ N, 12° 25′ 53,9″ O)          | Im Feld östlich der Straße Dänkritz – Lauenhain | 2004  |              |
| mehr Fotos \| Fotos hochladen | 2 Linden an der Straße                                          | Lauenhain (50° 48′ 19,2″ N, 12° 25′ 29,3″ O)       | Standort vor einem Haus an der Lauenhainer Hauptstraße. | 2004  |              |
| BW                            | Luther-Eiche                                                    | Leitelshain (50° 49′ 32,1″ N, 12° 23′ 17,7″ O)     | Standort 2 m neben einem Trafohaus. | 2004  |              |
| mehr Fotos \| Fotos hochladen | Napoleon-Eiche                                                  | Mannichswalde (50° 48′ 20,5″ N, 12° 17′ 28,7″ O)   | Früher „Mühlwegeiche“ genannt. In der Nähe des Baums an einer alten Handelsstraße soll das französische Heer gelagert haben. Er markierte früher die Grenze zu Thüringen. Die 250 bis 300 Jahre alte Eiche hat etwa 4,5 m Stammumfang. Die Baumkrone des noch 11 m hohen, pilzbefallenen und vermutlich streusalzgeschädigten Baums war 2016 bereits eingekürzt. | 2004  |              |
| BW                            | Friedens-Linde                                                  | Rudelswalde (50° 48′ 34,9″ N, 12° 22′ 3,5″ O)      | Standort an der Kreuzung Westbergstraße – Bergstraße. Baum existiert 2023 nicht mehr, Schutzstatus 2023 aufgehoben | 2004  |              |
| mehr Fotos \| Fotos hochladen | Linde an der Kirchhofsmauer                                     | Rudelswalde (50° 48′ 39″ N, 12° 21′ 45,6″ O)       | Neben einer Gedenktafel, wohl um 1871 gepflanzt. | 2004  |              |
| BW                            | Buche am Koberbachhang                                          | Rußdorf (50° 47′ 31,2″ N, 12° 19′ 9,1″ O)          | Rotbuche am Wanderweg am Koberbachhang. | 2004  |              |